# Acquedolci
Acquedolci (en sicilien : Acquaruci, en gallo-italique de Sicile : Marina) est une commune italienne de la province de Messine, dans la région Sicile.

## Culture locale et patrimoine

### Grotte de San Teodoro
Près d'Acquedolci s'ouvre la grotte de San Teodoro. Les os de la plus ancienne femme de Sicile, Thea, qui vécut y a environ 11 000 ans, ont été retrouvés à l'intérieur, ainsi que des os d'hippopotames, d'éléphants et de hyènes bien plus anciens, fossilisés il y a 200 000 ans. Vers l'an 1000, les moines basiliens fuyant l'iconoclasme, ont donné leur nom à la grotte et l'ont dédiée à San Teodoro, martyrisé par les iconoclastes.

### Street art
Dans certaines zones urbaines d'Acquedolci, il existe de nombreuses peintures murales d'artistes de rue de toute l'Europe.

## Administration
| Période                                  | Période | Identité | Étiquette | Qualité |
| ---------------------------------------- | ------- | -------- | --------- | ------- |
|                                          |         |          |           |         |
| Les données manquantes sont à compléter. |         |          |           |         |

### Communes limitrophes
Caronia, San Fratello, Sant'Agata di Militello